# 김종복 (축구 선수)
김종복(한국 한자: 金鍾福, 1984년 11월 10일 ~ )은 대한민국의 전 축구 선수이며, 포지션은 수비수였다.